# Trioserica antennalis
Trioserica antennalis är en skalbaggsart som beskrevs av Shuhei Nomura 1974. Trioserica antennalis ingår i släktet Trioserica och familjen Melolonthidae. Inga underarter finns listade i Catalogue of Life.